# Reem Alsalem
Reem Alsalem, née en 1976, est une consultante jordanienne indépendante et ancienne fonctionnaire. Depuis août 2021, elle est Rapporteuse spéciale des Nations Unies sur la violence contre les femmes et les filles.

## Biographie
Alsalem est né en 1976 au Caire (Égypte). Elle a fait ses études à l'Université américaine du Caire où elle obtient un master en relations internationales en 2001. Elle obtient un autre Master en droits de l'homme à l'Université d'Oxford en 2003.
Pendant 17 ans, elle a été fonctionnaire internationale auprès du Haut Commissariat des Nations unies pour les réfugiés, où elle a travaillé avec des réfugiés dans 13 pays ,. En 2016 elle commence à travailler comme consultante indépendante sur les questions humanitaires et de genre. Elle est polyglotte, et parle arabe, anglais, français, allemand et espagnol.

## Position de Reem Alsalem sur la prostitution et la pornographie
Reem Alsalem, rapporteuse spéciale des Nations unies sur la violence contre les femmes et les filles, s’est exprimée en faveur de l’abolition de la prostitution et s’oppose à l’industrie pornographique. Elle développe ces positions dans son rapport spécial intitulé Prostitution and violence against women and girls, présenté au Conseil des droits de l’homme en juin 2024.
Ce rapport analyse la prostitution comme une conséquence des structures patriarcales, des inégalités économiques et des situations de conflit. Il met également en évidence le lien entre racisme et prostitution, soulignant que les femmes et les filles les plus marginalisées notamment celles victimes de discriminations multiples sont les plus exposées au risque d’entrer dans le système prostitutionnel, en raison de leur précarité socio-économique.
Son analyse a reçu le soutien d'organisations abolitionnistes comme la Coalition pour l’abolition de la prostitution (CAP International), ainsi que de plusieurs militantes féministes de la scène internationale.

### La violence inhérente à la prostitution
Le rapport décrit la prostitution comme génératrice de violations graves des droits humains. Les femmes et les filles prostituées seraient fréquemment victimes de violences physiques et psychologiques, telles que les abus sexuels, les viols, les coups, ainsi que diverses formes de maltraitance. Elles seraient également exposées à des violences économiques, souvent peu ou pas rémunérées, et soumises à l’extorsion. Ces constats s’inscrivent dans une lignée d’analyses féministes, comme celles de Kathleen Barry.

### Impact sur l’égalité entre les genres
Selon Alsalem, la prostitution est alimentée par la pauvreté, la sexualisation des femmes et le racisme, touchant de manière disproportionnée les femmes issues de minorités et de groupes marginalisés. Le rapport soutient que la prostitution contribue à l’objectification des femmes et au renforcement des stéréotypes de genre, perpétuant des rapports de pouvoir inégalitaires. Il affirme également que la consommation de pornographie et la banalisation de la prostitution accentuent les inégalités de genre et favorisent les attitudes sexistes et violentes à l’encontre des femmes.
Ces prises de position rejoignent celles exprimées dans le rapport Honeyball adopté par le Parlement européen en 2014, qui appelle à décourager la demande et à soutenir les personnes souhaitant sortir de la prostitution.

### Lien entre pornographie et violence
Le rapport met en cause la pornographie comme facteur contribuant à la normalisation de la violence sexuelle. Il relève que cette industrie représente fréquemment des actes de violence physique et verbale, et façonne les attentes des consommateurs en matière de comportement sexuel. Les femmes travaillant dans ce secteur subiraient des actes sexuels violents, souvent non protégés, entraînant des blessures physiques graves.
Par ailleurs, le rapport souligne que la pornographie, au même titre que la prostitution, joue un rôle dans la banalisation de comportements sexuels violents et dégradants. Elle aurait notamment une influence néfaste sur les jeunes exposés précocement à ces contenus, affectant leurs comportements sexuels et leur perception des relations.

### Recommandation au sujet de la prostitution
Dans ce document, Reem Alsalem recommande l’adoption d’un cadre juridique fondé sur le modèle dit « nordique » ou « d’égalité ». Celui-ci repose sur la dépénalisation des personnes prostituées, la pénalisation de l’achat d’actes sexuels et la mise en place de politiques de sortie et de prévention.
La rapporteuse souligne la nécessité de mettre en œuvre des politiques publiques globales comprenant des mesures d’accès au logement, à la santé, à un accompagnement psychosocial et à des alternatives économiques pour les personnes concernées. Elle insiste également sur l’importance d’organiser des campagnes de sensibilisation ciblant la demande, c’est-à-dire les acheteurs de services sexuels.
Le rapport appelle par ailleurs à lutter contre la banalisation des violences sexuelles, notamment à travers la régulation ou l’interdiction des formes de pornographie comportant des atteintes graves à la dignité ou à l’intégrité des femmes.
Dans une déclaration relayée par les Nations unies en juillet 2024, Reem Alsalem salue la loi française du 13 avril 2016 sur le système prostitutionnel, qui repose sur ce modèle abolitionniste. Elle indique que ce cadre législatif est conforme aux recommandations de son rapport.

## Prise de position
Au cœur de son travail de rapporteuse spéciale, elle affirme que le sexe et le genre ne doivent pas être confondus et qu'ils doivent tous deux être enregistrés dans les données. Elle considère que dans certaines situations, il peut y avoir un conflit entre les droits des femmes et les droits des transgenres.